# Kamel Nacif
Kamel Nacif, vollständiger Name José Kamel Nacif Borge (geb. 1946 in Mexiko-Stadt) ist ein mexikanischer Geschäftsmann libanesischer Abstammung, der in seinem Land als „El Rey de la Mezclilla“ (der Denim-King) bekannt ist. Einst galt er als einer der reichsten Männer Mexikos.

## Leben
Er begann als kleiner Händler mit dem Import von Stoffen aus Übersee, das er ein Textilimperium mit über 20.000 Mitarbeitern aufbaute. 1999 ging er eine Partnerschaft mit dem Bekleidungsunternehmen Tarrant Apparel Group ein, das Jeans für Marken wie Calvin Klein, Tommy Hilfiger, Chaps, Gap, Abercrombie & Fitch und American Eagle Outfitters herstellte.
Im Jahr 2002 feierten Präsident Vicente Fox und Pablo Salazar Mendiguchía (Gouverneur von Chiapas) mit ihm die Eröffnung einer neuen Exporttextilfabrik in San Cristóbal de las Casas.
2004 erwarb er für 44 Millionen US-Dollar 100 % der Anteile an der „Tarrant Apparel Group“, einem Unternehmen mit Tochtergesellschaften in Chile, China, Thailand, Korea und den USA. Der Sun Herald verwies auf eine Untersuchung der Game Commission of Nevada (Gücksspielbehörde von Nevada) zur Beteiligung von Nacif Borge an Drogenhandel und Waffenschmuggel. Seine enge Verbindung zur mexikanischen Regierung wurde bestätigt, als er im Rahmen des Bankenhilfsprogrammes "Fobaproa" ein zinsgünstiges Darlehen in Höhe von 5 Millionen US-Dollar erhielt.

## Rechtliche Probleme
In den Jahren 2005 und 2006 war Nacif in mehrere politische Skandale verwickelt. So wurde er in dieser Zeit beschuldigt, mit dem Politiker Emilio Gamboa Patrón über die Nichtgenehmigung mexikanischer Glücksspielgesetze verhandelt, wie auch in ein Pädophilennetzwerk und Kinderhandel verwickelt gewesen zu sein.
In der Enthüllungsgeschichte „Los Demonios del Edén. El poder que protege a la pornografía infantil“ (Dämonen von Eden) der Journalistin Lydia Cacho wurde er als jemand genannt, der seine Beziehungen nutzte, um den pädophilen Sexualstraftäter Jean Succar Kuri zu schützen. Daraufhin ließ er Lydia Cacho wegen Verleumdung verhaften. Sie wurde 20 Stunden lang von korrupten Polizeibeamten gefoltert, um einen Widerruf zu erzwingen. Später wurden Aufnahmen von Telefongesprächen öffentlich, in welchen er dem Gouverneur von Puebla, Mario Marín, unter anderem versicherte, sie würde im Gefängnis vergewaltigt werden. Cachos Versuch, nach ihrer Freilassung den Weg über die Gerichte zu beschreiten, wurde letztlich vom Obersten Gerichtshof abgelehnt. Von Seiten des Human Rights Council der UN riet man ihr daraufhin, zur eigenen Sicherheit Mexiko zu verlassen. Im Ausland konnte sie schließlich die Ausstellung eines internationalen Haftbefehls erreichen.
Im Jahr 2019 erließ Generalstaatsanwalt Alejandro Gertz Manero mexikanische Haftbefehle gegen Nacif und Marín, sowie die Ausstellung einer „Red Notice“ durch Interpol, wegen der Entführung und Folter von Cacho. Nacif floh in den Libanon, wo er im Juli 2020 festgenommen werden konnte, Marin war bereits früher in Acapulco verhaftet worden. Zwei korrupte Richter hatte zuvor noch die Kontosperrungen der beiden gesuchten Straftäter aufgehoben und ihnen so den Zugriff auch während der Flucht ermöglicht.
Am Donnerstag, den 15. Juli 2021 wurde Nacif vom Dritten Kollegialgericht des Bundesstaates Quintana Roo von jeglicher Verantwortung für das Verbrechen der Folter an der Journalistin und Menschenrechtsaktivistin Lydia Cacho freigesprochen. Mit dieser umstrittenen Entscheidung war auch der Weg frei für den Freispruch der übrigen Angeklagten.
Die Justizbehörde wies in ihrem Urteil darauf hin, dass die Ereignisse vom 16. und 17. Dezember 2005, bei denen Lydia Cacho festgenommen und gefoltert wurde, in keinem Zusammenhang stünden mit der Veröffentlichung des Buches "Die Dämonen von Eden: Die Macht der Kinderpornographie in Mexiko". 2022 entschied der Oberste Gerichtshofs mit vier Gegenstimmen dagegen, die Foltervorwürfe gegen Nacif weiter zu verfolgen.